# Pierre Chastelain
Pour les articles homonymes, voir Chastelain.
Pierre Chastelain, bénédictin rémois (1709-1782), est l'auteur d'un ouvrage sur la vigne, les vendanges et le vin en Champagne au XVIIIe siècle.

## Biographie
Il est né le 15 juillet 1709, baptisé en l'église Saint-Étienne de Reims, de François Chastelain et Elisabeth Le Febvre. Il fit des études au collège des Bons enfants avant d'entrer à l'Abbaye Saint-Remi de Reims où il resta une grande partie de sa vie. Il fut prieur à Saint-Vallery puis Saint-Crespin de Soissons, prieur de l'abbaye d'Argenteuil puis de Saint-Basle de Verzy en 1752. Il fut aussi bibliothécaire en l'abbaye Saint-Nicaise de Reims où il mourut le 26 février 1783.

## Publications
- Journal de dom Pierre Chastelain, Bénédictin Rémois (1709-1782), avec ses remarques sur la température et la vigne, suivies d'un autre journal et d'Observations analogues jusqu'en 1848. Publiés sur les documents originaux de la Bibliothèque de Reims, avec une introduction et des notes par Henri Jadart. Reims, Michaud, 1902. Le journal de dom Chastelain a été complété par des documents du même genre (anonymes ou signés Hédouin, P.-A. Dérodé, Blavier) couvrant la première moitié du XIXe siècle.

Pour plus d'exhaustivité cf. Wikisource.